# Vanda Biněvská
Vanda Biněvská, rozená Valentina, provdaná Vielošíková a později Lisková (27. září 1925 Umaň – 26. března 1991 Praha), byla česká odstřelovačka, hrdinka bojů na východní frontě druhé světové války a Slovenského národního povstání.

## Život
Narodila se do rodiny Biněvských, původně z okolí Třeboně, která se před první světovou válkou odstěhovala z ekonomických důvodů do Umaně na dnešní Ukrajině. Měla mladší sestru Věru. Jejich otec Nikonor v roce 1934 zemřel a matka Růžena se v roce 1936 znovu provdala za Luciana Morozoviče. Protože rodina stále udržovala kontakt s Československem, odstěhovali se z obav před politickou perzekucí do vesnice Koltubanka poblíž Orenburgu. Ani tak se však otčím Lucian nevyhnul zatčení a internaci v pracovním táboře.
V lednu 1942 se v Buzuluku, ležícím přibližně 25 kilometrů od Koltubanky, začal utvářet z do té doby internovaných československých vojáků 1. československý samostatný polní prapor. Celá rodina se dobrovolně přihlásila do služby v jednotce, Vanda ve svých sedmnácti letech jako jedna z prvních deseti žen. Původně měla být pouze zdravotnicí, avšak kvůli velmi dobrým výkonům ve střelbě prošla spolu s Marií Ljalkovou také odstřelovačským kurzem s puškou SVT-40. Své první nasazení prodělala v bitvě u Sokolova v březnu 1943 jako pozorovatelka-odstřelovačka. Zlikvidovala zde několik nepřátelských průzkumníků a jednoho odstřelovače, avšak při následném ústupu utrpěla těžké podchlazení a omrzliny.
Po uzdravení byla přeřazena do 2. československé paradesantní brigády a prošla parašutistickým výcvikem. V létě 1944 se vdala za spolubojovníka z brigády, Slováka Juraje Vielošíka. Počátkem září 1944 se zúčastnila bojů v rámci karpatsko-dukelské operace, 17. září pak byla (na šestý pokus) vysazena na Slovensku na pomoc Slovenskému národnímu povstání. Pracovala tam především jako zdravotnice, ošetřovala zraněné, kteří byli letecky transportováni na léčení do SSSR. Po potlačení povstání se přemístila do hor a pokračovala v boji partyzánským způsobem; dobrovolně se účastnila výzvědných akcí, zúčastnila se ústupu přes Chabenec spolu s Janem Švermou. V únoru 1945 byla při rekonvalescenci z dny v Horné Lehotě na základě udání zatčena gestapem a 3. března uvězněna v Banské Bystrici. Z vězení se jí však 17. března podařilo s pomocí matky jedné ze spoluvězeňkyň uprchnout a připojit se k partyzánské skupině Stalin. Spolu s ní přešla frontu a v dubnu 1945 se v Kežmarku připojila ke své jednotce. Válku skončila v hodnosti četařky.
Po konci války zůstala v armádě jako velitelka 1. spojovací vojenské skupiny do roku 1951, kdy odešla do invalidního důchodu v hodnosti kapitánky. Dva roky studovala na Právnické fakultě Univerzity Karlovy, avšak studia musela zanechat kvůli péči o mladšího nevlastního bratra Kazimira, neboť matka Růžena zemřela v roce 1946 na následky válečného zranění a sestře Věře byl po návštěvě Sovětského svazu téhož roku zakázán návrat do vlasti. Živila se poté jako prodavačka a často se účastnila školních besed na téma druhé světové války.
V šedesátých letech se provdala za Františka Lisku, s nímž měla v roce 1960 dceru Evu. Zemřela v roce 1991 na rakovinu.

## Ocenění
- Čestné občanství Prahy 7 (2010, in memoriam)[1]